# Tröbitz
Tröbitz er en kommune i landkreis Elbe-Elster i den tyske delstat Brandenburg. Byen tilhører Amt Elsterland med sæde i Schönborn.
- Wikimedia Commons har flere filer relateret til Tröbitz